# Alto Tribunal Penal iraquí
El Alto Tribunal Penal Iraquí es el órgano jurisdiccional creado a raíz de la intervención de los norteamericanos en Irak. Se compone de un juez, un fiscal y un jurado, además del abogado o abogados defensores del acusado. Básicamente se apega a las leyes del derecho internacional, aunque algunos países han criticado su actuación durante el juicio y posterior ejecución de Saddam Husein.
Este tribunal es utilizado para crímenes y criminales no corrientes, sino aquellos que han influido en el pasado iraquí, sobre todo durante la dictadura de Husein, es además, el único tribunal de crímenes de lesa humanidad del Siglo XXI donde la pena capital está vigente y es el único tribunal compuesto por la presencia de jueces de la misma nacionalidad que los acusados.

## Acusados y condenas
| Nombre                    | Cargo                                           | Sentencia                                                                      |
| ------------------------- | ----------------------------------------------- | ------------------------------------------------------------------------------ |
| Sadam Husein              | Expresidente de Iraq                            | Sentenciado a Muerte, colgado en diciembre de 2006                             |
| Barzan Ibrahim al-Tikriti | Hermanastro de Hussein y exjefe de inteligencia | Sentenciado a Muerte y decapitado en la horca por accidente en febrero de 2007 |
| Awad Hamed al-Bandar      | Exvicepresidente                                | Sentenciado a Muerte y colgado en enero de 2007                                |
| Ali Hassan al-Majid       | Militar y exministro de defensa                 | Sentenciado a Muerte y colgado enero de 2010                                   |
| Abid Hamid Mahmud         | Excomandante                                    | Sentenciado a muerte y colgado en mayo de 2012                                 |
| Hussein Rashid al-Tikriti | Ministro de Guerra                              | Sentenciado a Muerte (no aplicada)                                             |
| Tarek Aziz                | Político                                        | Pena de Muerte (muerte natural en 2015)                                        |
| Abdel Aziz al-Douri       | Governador de Karbala                           | Cadena Perpetua                                                                |
| Sa'b Hassan al-Tikriti    |                                                 | Liberado en 2012                                                               |